# Kwartsiet

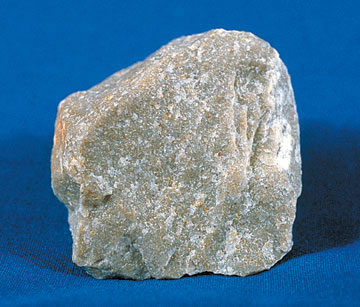
Kwartsiet

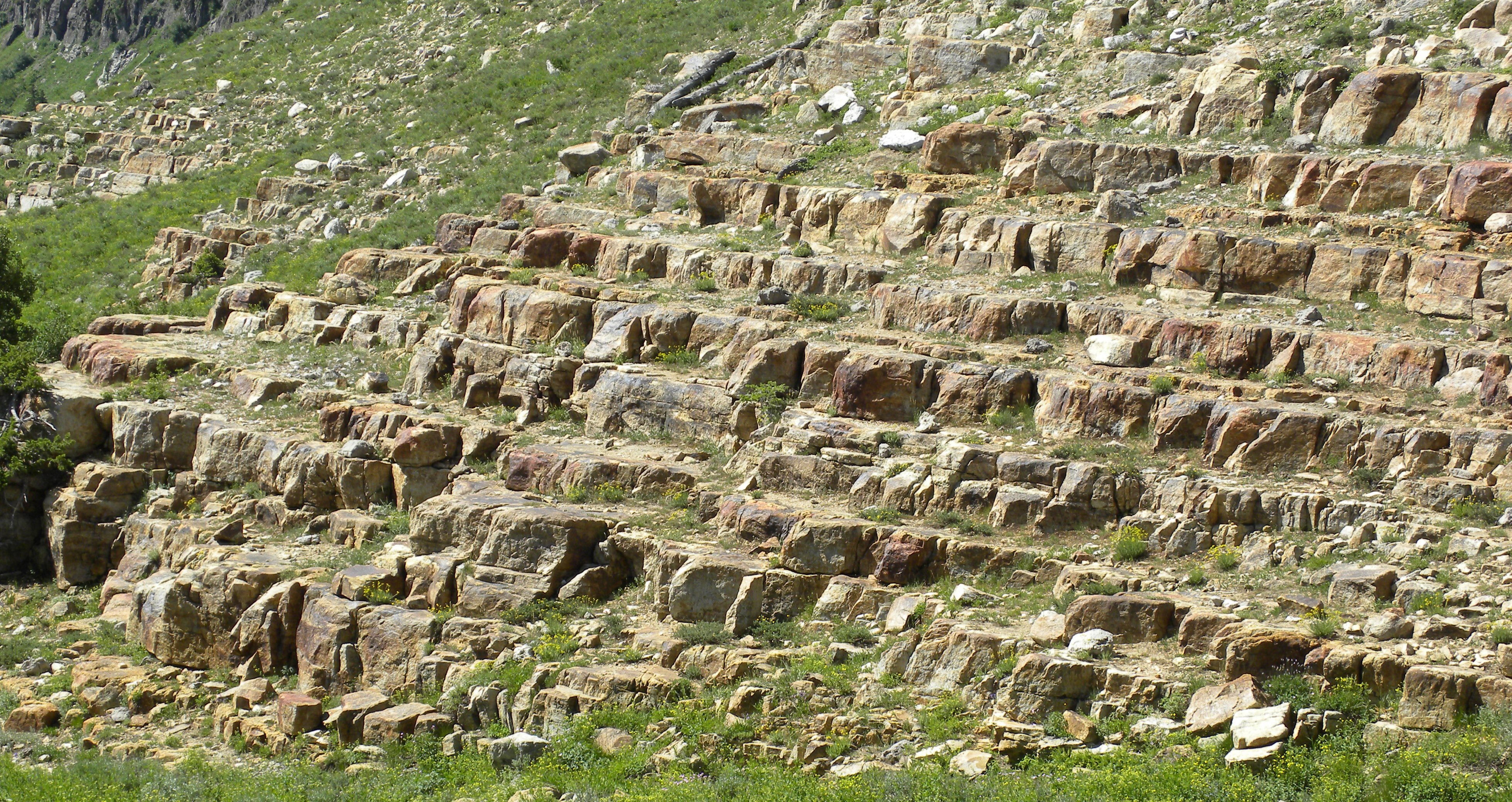
Kwartsiet

Een kwartsiet (of naar het Engels: quartzite) is een gesteente dat voornamelijk uit het mineraal kwarts bestaat. Kwartsiet ontstond vaak uit (sedimentair) kwartszand dat in eerste instantie werd samengeperst tot zandsteen. In zulke zandsteen kan men de afzonderlijke zandkorrels nog zien. Kwartsiet kan ook verder verhard zijn door druk en temperatuur of door afzetting van bindende kiezel, waarna de individuele korrels niet meer te zien zijn. 
De naam kwartsiet is alleen niet voldoende om een gesteente te classificeren, omdat het alleen iets zegt over de mineraalsamenstelling. Er bestaan kwartsitische zandstenen, schisten of gneisen.
Zandsteenkwartsiet bestaat in twee typen met verschillende geologische processen maar wel vrijwel dezelfde chemische samenstelling:
- metakwartsiet: gemetamorfoseerde zandsteen; als er bij de metamorfose van deformatie sprake was. Door hogere drukkracht en temperaturen vloeien zandkorrels in elkaar, de kristallen zijn uitgerekt en de formatie gelaagd; een metamorf gesteente,
- orthokwartsiet: zandsteen die niet gemetamorfoseerd is, maar verhard door afzetting van kiezel, die de afzonderlijke zandkorrels heeft samengebonden; een sedimentair gesteente.[1][2]

Omdat beide typen dezelfde chemische samenstelling en uiterlijke kenmerken hebben, is het zeer moeilijk deze op het oog te onderscheiden.
Metamorfe kwartsieten worden gevormd door metamorfose van schone zandstenen. Als er een kleine kleifractie in de oorspronkelijke zandsteen zat, zullen er wat "vervuilende" mineralen in het kwartsiet zitten, zoals mica's of calciet.
Niet alle kwartsieten zijn sedimentair van oorsprong: gesteente uit kwartsaders kan ook als kwartsiet worden geklassificeerd.
Door de hardheid van kwartsiet en de relatief lage erosie-gevoeligheid van kwarts kunnen lagen kwartsiet competente richels in het landschap vormen.